# Trichocereus macrogonus var. pachanoi
Trichocereus macrogonus var. pachanoi ist eine Varietät der Pflanzenart Trichocereus macrogonus in der Gattung Trichocereus aus der Familie der Kakteengewächse (Cactaceae). Das Epitheton pachanoi ehrt Professor Abelardo Pachano vom Quinta Normal de Agricultura in Ambato, der 1918 Joseph Nelson Rose auf einer Forschungsreise in Ecuador begleitete. Spanische Trivialnamen sind „Andachuma“, „Aguacolla“, „Gigantón“, „Huachuma“. Im Englischen wird die Art als „San Pedro Cactus“ (San-Pedro-Kaktus) bezeichnet.

## Beschreibung
Trichocereus macrogonus var. pachanoi wächst strauchig bis baumförmig, ist meist von der Basis her verzweigt und erreicht Wuchshöhen von 3 bis 6 Meter. Nur selten wird ein deutlicher Stamm ausgebildet. Die aufrechten, zylindrischen Triebe sind etwas biegbar. Jugendliche Triebe sind glauk, später werden sie dunkel- bis blaugrün. Die Triebe sind bis zu 5 Meter lang und weisen Durchmesser von 6 bis 15 Zentimeter auf. Es sind sechs bis acht breite und gerundete Rippen vorhanden, die oberhalb der Areolen eingekerbt sind. Aus den weißlichen, eng beieinander stehenden Areolen entspringen drei bis sieben Dornen, die auch fehlen können. Die Dornen sind gelblich bis dunkelbraun gefärbt und bis zu 2 Zentimeter lang.
Die trichterförmigen, weißen, duftenden Blüten erscheinen in der Nähe der Triebspitzen. Sie öffnen sich nachts, sind 19 bis 24 Zentimeter lang und erreichen einen Durchmesser von bis zu 20 Zentimeter. Ihre Pericarpell und die Blütenröhre sind mit schwarzen Haaren besetzt. Die länglichen Früchte sind dunkelgrün, 5 bis 6 Zentimeter lang und weisen Durchmesser von bis zu 3 Zentimeter auf.

## Verbreitung, Systematik und Gefährdung
Trichocereus macrogonus var. pachanoi ist in Peru und Ecuador in Höhenlagen von 2000 bis 3300 Metern verbreitet, wird aber auch in anderen Ländern kultiviert.
Die Erstbeschreibung als Trichocereus pachanoi erfolgte 1920 durch Nathaniel Lord Britton und Joseph Nelson Rose. Sofía Albesiano und Roberto Kiesling stellten die Art 2012 als Varietät zur Art Trichocereus macrogonus. Weitere nomenklatorische Synonyme sind Cereus pachanoi (Britton & Rose) Werderm. (1931) und Echinopsis pachanoi (Britton & Rose) H.Friedrich & G.D.Rowley (1974).
In der Roten Liste gefährdeter Arten der IUCN wird die Art als „Least Concern (LC)“, d. h. als nicht gefährdet geführt.

## Inhaltsstoffe

Strukturformel von Mescalin

In Trichocereus macrogonus var. pachanoi wurden Tyramin, Hordenin, 3-Methoxytyramin, Anhalanin, Anhalonidin, 3,4-Dimethoxyphenylethylamin, 3,4-Dimethoxy-5-hydroxy-β-phenethylamin, 3,5-Dimethoxy-4-hydroxy-β-phenethylamin sowie Mescalin nachgewiesen. Bezogen auf die Trockenmasse des Chlorenchyms schwankt der Mescalingehalt der Pflanzen je nach Standort zwischen null und etwa fünf Prozent.

## Nutzung

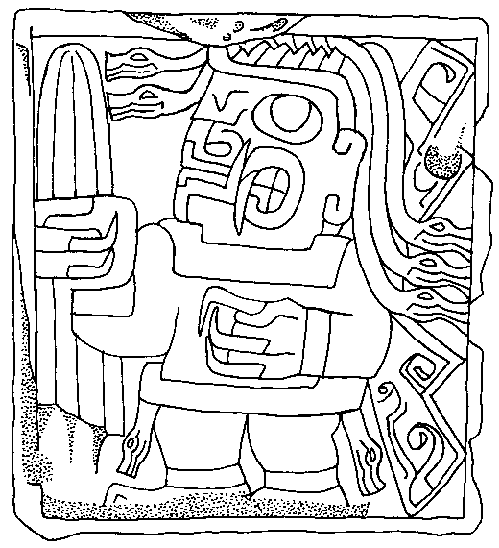
Abzeichnung eines Steintafelreliefs mit einer anthropomorphen Figur, die Trichocereus macrogonus var. pachanoi in der Hand hält; Chavín de Huántar, ca. 1300 vor Chr.

Trichocereus macrogonus var. pachanoi wird als Pfropfunterlage für Kakteen genutzt.
Von der ethnobotanischen Nutzung zeugen Funde von Tonwaren, Textilien und Felszeichnungen aus der peruanischen Frühgeschichte, die Trichocereus macrogonus var. pachanoi darstellen. Dazu zählen auf etwa 2100 b. p. datierte Tonwaren der Nazca-Kultur, Steinskulpturen der Chavín-Kultur (etwa 2900 b. p.) sowie Tonwaren der Cupisnique-Kultur (etwa 3500 b.p.). Besonders eindrucksvoll ist eine Steintafel aus Chavín de Huántar, die erstmals 1974 im Schweizer Magazin Graphis abgebildet wurde.
Bei der Ankunft der Spanier in Peru war die Nutzung von Trichocereus macrogonus var. pachanoi als zeremonielle Pflanze weit verbreitet. Die Römisch-katholische Kirche verfolgte diese rituellen Nutzungen, konnte sie jedoch nicht verhindern. Trichocereus macrogonus var. pachanoi wird heute von Schamanen verwendet, um Krankheiten, einschließlich Alkoholismus und Wahnsinn, zu heilen, Liebeszauber und Hexerei zu bekämpfen, Prophezeiungen zu treffen und persönlichen Unternehmungen Erfolg zu versichern.

## Nachweise